# San Pietro in Gu
San Pietro in Gu là một đô thị thuộc tỉnh Padova vùng Veneto, located about 50 km northvề phía tây của Venezia và cách khoảng 25 km northvề phía tây của Padova. Tại thời điểm ngày 31 tháng 12 năm 2004, đô thị này có dân số 4.413 người và diện tích 17,8 km².
San Pietro in Gu giáp các đô thị: Bolzano Vicentino, Bressanvido, Carmignano di Brenta, Gazzo, Grantorto, Pozzoleone, Quinto Vicentino.